# Domaine de Honjō
Le domaine de Honjō (本荘藩, Honjō-han) est un domaine féodal de la période Edo situé dans la province de Dewa et dominé par le clan Rokugō originaire de la province de Hitachi.